# Max Roach

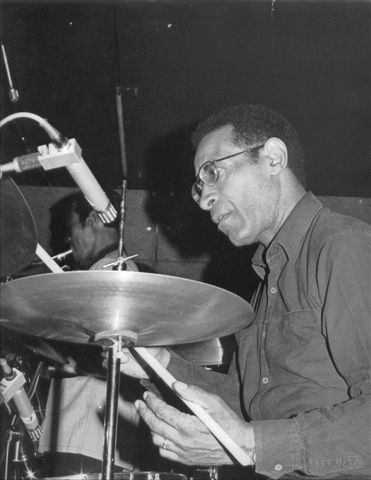
Maxwell Lemuel Roach

Maxwell Lemuel "Max" Roach, född 10 januari 1924 i Pasquotank County i North Carolina, död 16 augusti 2007 i New York i New York, var en amerikansk jazztrumslagare, verksam inom bland andra jazzstilarna bebop och hardbop. Han räknas som en av jazzens mest betydelsefulla trummisar. Han spelade med exempelvis Duke Ellington, Miles Davis, Dizzy Gillespie, Charles Mingus, Charlie Parker och Sonny Rollins.
Roach föddes i North Carolina men växte från fyra års ålder upp i Brooklyn i New York.